# Enneacanthus gloriosus
Az Enneacanthus gloriosus a sugarasúszójú halak (Actinopterygii) osztályának sügéralakúak (Perciformes) rendjébe, ezen belül a díszsügérfélék (Centrarchidae) családjába tartozó faj.

## Képek

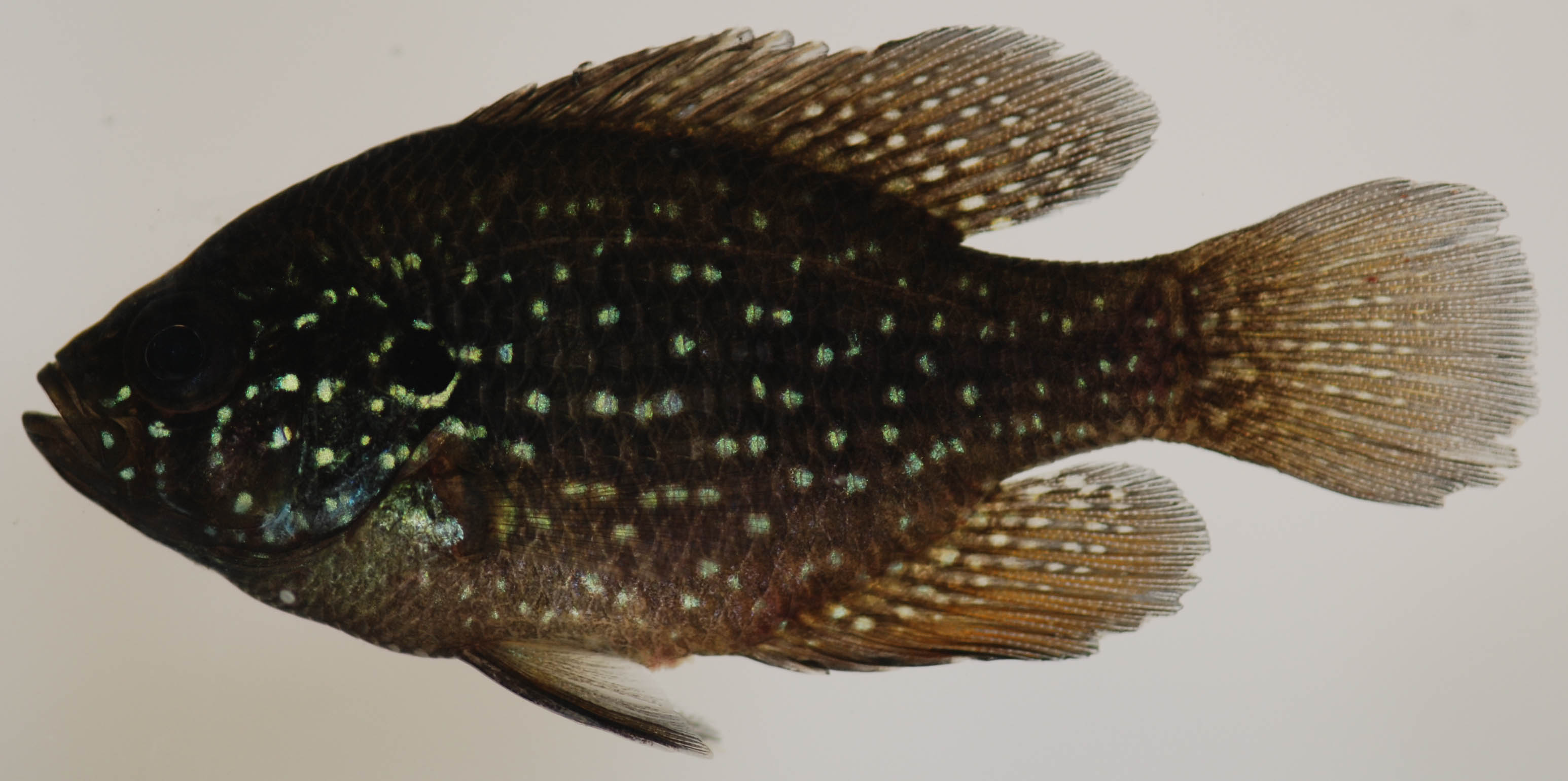
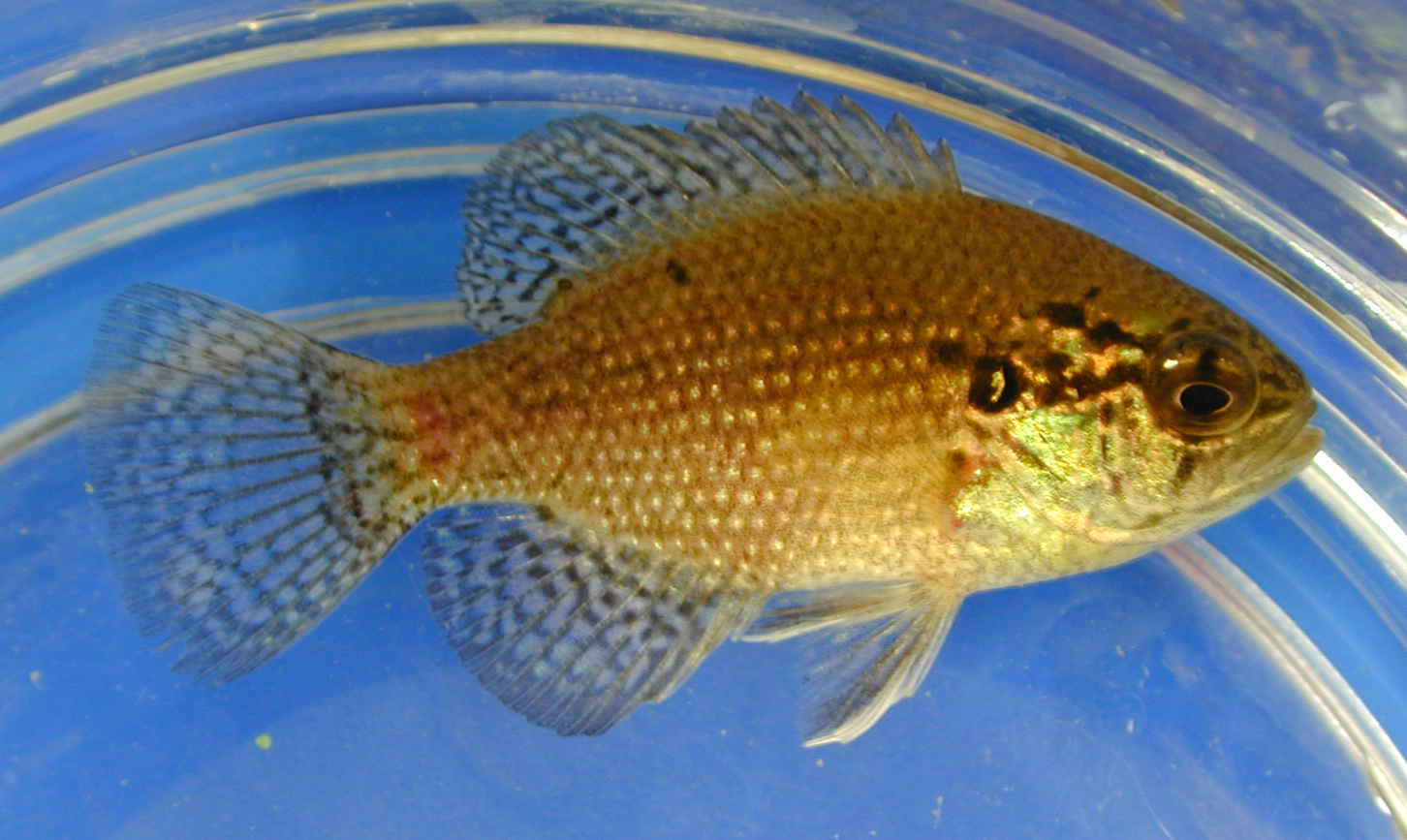
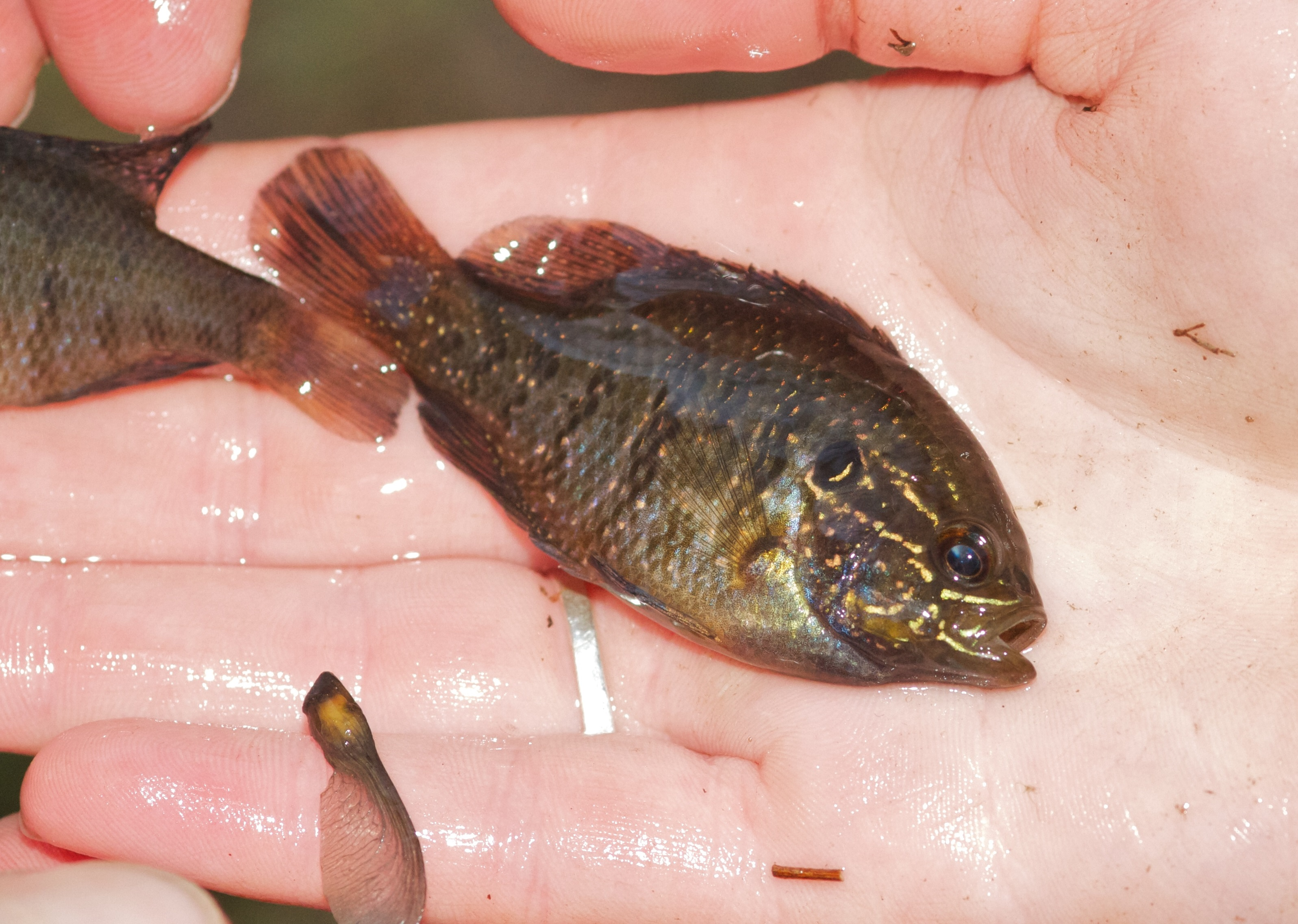
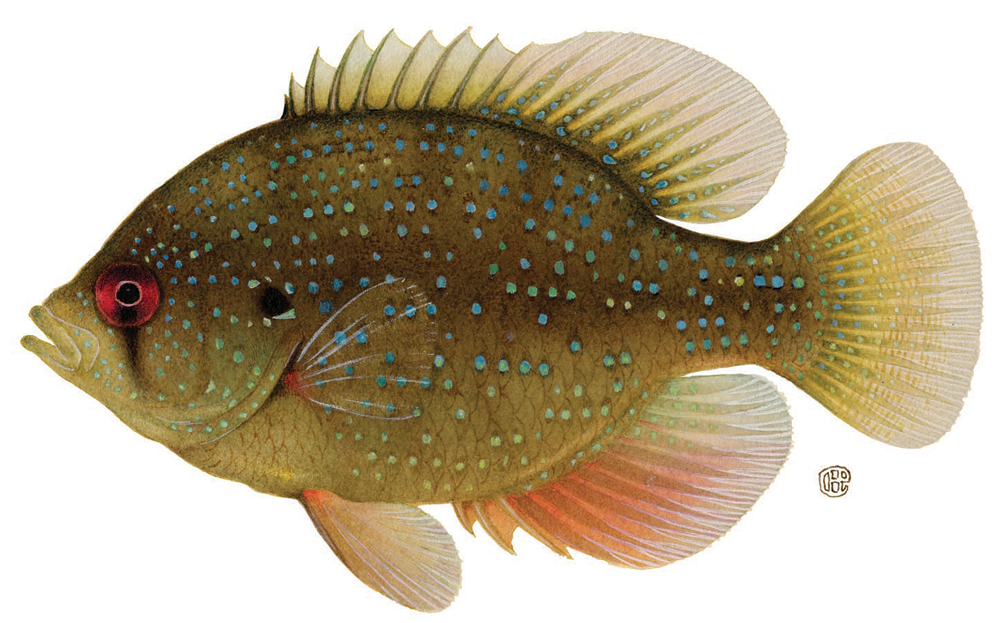

## Előfordulása
Az Enneacanthus gloriosus előfordulási területe Észak-Amerika keleti felén van. Elterjedése az USA-beli New York és Pennsylvania államoktól délre egészen Alabama és Florida államokig tart.

## Megjelenése
Ez a hal általában 6,9 centiméter hosszú, azonban 9,5 centiméteresre is megnőhet.

## Életmódja
Édesvízi halfaj, amely az iszapos mederfenék közelében él; általában a vízinövények között. Nagyon kis tavacskákban, illetve patakokban is képes megélni. A 10-22 Celsius-fokos vízhőmérsékletet és a 7-7,5 pH értékű vizet kedveli.